# Llac Wairarapa
El Llac Wairarapa és un llac a l'extrem sud de l'illa del Nord de Nova Zelanda, 50 km a l'est de Wellington. Cobreix una àrea de 78 km², i és el tercer llac més gran de l'illa, una mica més petit que el llac Rotorua. Featherston és la ciutat més propera, situada a cinc km de la seva costa nord.
L'àrea de captació del llac és gran, i inclou els pendents orientals dels Monts Rimutaka i Tararua. El llac agafa aigua d'uns quants rius, i era originalment la sortida principal per al Ruamahanga. Aquest, a canvi, drenava lentament la Badia Palliser i l'Estret de Cook, deu km al sud prop de la població de Lake Ferry, a través del que és ara el llac Onoke. El riu, tanmateix, es va desviar durant la dècada del 1960 per ajudar al flux, reduint els desbordaments per als pagesos. Per aquest motiu avui dia el llac cobreix una àrea significativament més petita que la seva mida històrica, que estava entorn dels 210 km².
L'àrea al voltant del llac és baixa i pantanosa, i recentment s'han fet esforços per a conservar les seves importants característiques de pantà i restaurar l'hàbitat de la fauna, que ha estat degradat per l'ús humà. L'agricultura, el desenvolupament de riu, la inundació controlada i les desviacions de la via fluvial han ocasionat el drenatge d'àrees grans dels pantans, reduint el seu valor ecològic. El llac forma part del Wairarapa Moana Wetlands Park.
El llac ha estat molt de temps utilitzat pels maoris com a font d'alimentació, ja que es poden trobar moltes espècies d'aus salvatges i peixos (inusuals en qualsevol altre lloc del país) dins o al voltant del llac.